# Dirka po Franciji 2008
Dirka po Franciji 2008 je 95. dirka po Franciji. Dogodek je potekal od 5. do 27. julija 2008 z začetkom v francoskem Brestu. Tour je zajel tudi severozahodno Italijo, kamor je vstopil v 15. etapi s ciljem v Prato Nevosu ter začetkom 16. etape v Cuneu od koder se je vrnil v Francijo in usmeril proti Parizu in končnemu cilju Elizejskim poljanam.

## Ekipe
Zaradi bojev med prirediteljem dirke Amaury Sport Organisation (ASO) in Mednarodno kolesarsko zvezo (UCI) Tour de Frace 2008 ni organiziran po UCI pravilih. Tako so bile s strani ASO povabljene vse protour ekipe razen Astane. Dodatno povabilo so prejele ekipe Agritubel, Barloworld in Slipstream-Chipotle. Tako na štartu ni bilo zmagovalca predhodne dirke po Franciji Alberta Contadorja, prav tako ni nastopil tretji s te dirke, Levi Leipheimer. 

### Seznam
UCI ProTour
- Ag2r-La Mondiale
- Bouygues Télécom
- Caisse d'Epargne
- Cofidis
- Crédit Agricole
- Euskaltel-Euskadi
- Française des Jeux
- Gerolsteiner
- Lampre
- Liquigas
- Quick-Step
- Rabobank
- Saunier Duval–Scott
- Silence–Lotto
- CSC–Saxo Bank
- Team Milram
- Team Columbia

Povabljeni
- Agritubel
- Barloworld
- Garmin–Chipotle p/b H30

## Etape
V predhodnih letih se je Tour začel s prologom, kateremu je sledil teden ravninskih etap, v katerih so prevladovale šprinterske ekipe, rumeno majico pa je običajno nosil tekmovalec z dobrim prologom. Po besedah direktorja Toura Christiana Proudhomma bo Tour 2008 že od začetka potekal bolj razgibano, brez prologa, s strmim ciljem na prvi etapi, kratko časovno preizkušnjo v četrti etapi, v šesti etapi pa tudi prvo gorsko preizkušnjo. Umaknjeni so tudi časovni bonusi za vmesne in končne cilje.
| Etapa       | Start in cilj                      | Dolžina     | Tip                   | Datum                 | Zmagovalec etape      | Rumena majica      |
| ----------- | ---------------------------------- | ----------- | --------------------- | --------------------- | --------------------- | ------------------ |
| 1           | Brest - Plumelec                   | 195 km      | ravninska etapa       | sobota, 5. julij      | Alejandro Valverde    | Alejandro Valverde |
| 2           | Auray - Saint-Brieuc               | 165 km      | ravninska etapa       | nedelja, 6. julij     | Thor Hushovd          | Alejandro Valverde |
| 3           | Saint-Malo - Nantes                | 195 km      | ravninska etapa       | ponedeljek, 7. julij  | Samuel Dumoulin       | Romain Feillu      |
| 4           | Cholet                             | 29 km       | samostojni kronometer | torek, 8. julij       | Stefan Schumacher     | Stefan Schumacher  |
| 5           | Cholet - Châteauroux               | 230 km      | ravninska etapa       | sreda, 9. julij       | Mark Cavendish        | Stefan Schumacher  |
| 6           | Aigurande - Super-Besse Sancy      | 195 km      | vmesna etapa          | četrtek, 10. julij    | Riccardo Riccò        | Kim Kirchen        |
| 7           | Brioude - Aurillac                 | 158 km      | vmesna etapa          | petek, 11. julij      | Luis León Sánchez Gil | Kim Kirchen        |
| 8           | Figeac - Toulouse                  | 174 km      | ravninska etapa       | sobota, 12. julij     | Mark Cavendish        | Kim Kirchen        |
| 9           | Toulouse - Bagnères-de-Bigorre     | 222 km      | gorska etapa          | nedelja, 13. julij    | Riccardo Riccò        | Kim Kirchen        |
| 10          | Pau - Hautacam                     | 154 km      | gorska etapa          | ponedeljek, 14. julij | Leonardo Piepoli      | Cadel Evans        |
| dan počitka | dan počitka                        | dan počitka | dan počitka           | torek, 15. julij      |                       |                    |
| 11          | Lannemezan - Foix                  | 166 km      | vmesna etapa          | sreda, 16. julij      | Kurt-Asle Arvesen     | Cadel Evans        |
| 12          | Lavelanet - Narbonne               | 168 km      | ravninska etapa       | četrtek, 17. julij    | Mark Cavendish        | Cadel Evans        |
| 13          | Narbonne - Nîmes                   | 182 km      | ravninska etapa       | petek, 18. julij      | Mark Cavendish        | Cadel Evans        |
| 14          | Nîmes - Digne-les-Bains            | 182 km      | ravninska etapa       | sobota, 19. julij     | Óscar Freire          | Cadel Evans        |
| 15          | Embrun - Prato Nevoso              | 185 km      | gorska etapa          | nedelja, 20. julij    | Simon Gerrans         | Fränk Schleck      |
| dan počitka | dan počitka                        | dan počitka | dan počitka           | ponedeljek, 21. julij |                       |                    |
| 16          | Cuneo - Jausiers                   | 157 km      | gorska etapa          | torek, 22. julij      | Cyril Dessel          | Fränk Schleck      |
| 17          | Embrun - L'Alpe d'Huez             | 210 km      | gorska etapa          | sreda, 23. julij      | Carlos Sastre         | Carlos Sastre      |
| 18          | Le Bourg-d'Oisans - Saint-Étienne  | 197 km      | vmesna etapa          | četrtek, 24. julij    | Marcus Burghardt      | Carlos Sastre      |
| 19          | Roanne - Montluçon                 | 163 km      | ravninska etapa       | petek, 25. julij      | Sylvain Chavanel      | Carlos Sastre      |
| 20          | Cérilly - Saint-Amand-Montrond     | 53 km       | samostojni kronometer | sobota, 26. julij     | Stefan Schumacher     | Carlos Sastre      |
| 19          | Étampes - Pariz, Elizejske poljane | 143 km      | ravninska etapa       | nedelja, 27. julij    | Gert Steegmans        | Carlos Sastre      |
| skupno      | skupno                             | 3554 km     |                       |                       |                       |                    |

## Razvrstitev po klasifikacijah
| Etapa  | Zmagovalec         | - Rumena majica    | - Zelena majica    | - Pikčasta majica  | - Bela majica   | - Ekipno                | - Rdeča številka    |
| ------ | ------------------ | ------------------ | ------------------ | ------------------ | --------------- | ----------------------- | ------------------- |
| 1      | Alejandro Valverde | Alejandro Valverde | Alejandro Valverde | Thomas Voeckler    | Riccardo Riccò  | Caisse d'Epargne        | Lilian Jégou        |
| 2      | Thor Hushovd       | Alejandro Valverde | Kim Kirchen        | Thomas Voeckler    | Riccardo Riccò  | Caisse d'Epargne        | Sylvain Chavanel    |
| 3      | Samuel Dumoulin    | Romain Feillu      | Kim Kirchen        | Thomas Voeckler    | Romain Feillu   | Garmin–Chipotle p/b H30 | William Frischkorn  |
| 4      | Kim Kirchen        | Stefan Schumacher  | Kim Kirchen        | Thomas Voeckler    | Thomas Lövkvist | Garmin–Chipotle p/b H30 | brez                |
| 5      | Mark Cavendish     | Stefan Schumacher  | Thor Hushovd       | Thomas Voeckler    | Thomas Lövkvist | Garmin–Chipotle p/b H30 | Nicolas Vogondy     |
| 6      | Alejandro Valverde | Kim Kirchen        | Kim Kirchen        | Sylvain Chavanel   | Thomas Lövkvist | Garmin–Chipotle p/b H30 | Sylvain Chavanel    |
| 7      | Luis León Sánchez  | Kim Kirchen        | Kim Kirchen        | David de la Fuente | Thomas Lövkvist | CSC–Saxo Bank           | Luis León Sánchez   |
| 8      | Mark Cavendish     | Kim Kirchen        | Óscar Freire       | David de la Fuente | Thomas Lövkvist | CSC–Saxo Bank           | Laurent Lefèvre     |
| 9      | Vladimir Jefimkin  | Kim Kirchen        | Kim Kirchen        | David de la Fuente | Andy Schleck    | CSC–Saxo Bank           | Sebastian Lang      |
| 10     | Juan José Cobo     | Cadel Evans        | Óscar Freire       | Riccardo Riccò     | Riccardo Riccò  | Saunier Duval–Scott     | Rémy Di Gregorio    |
| 11     | Kurt Asle Arvesen  | Cadel Evans        | Óscar Freire       | Riccardo Riccò     | Riccardo Riccò  | CSC–Saxo Bank           | Amaël Moinard       |
| 12     | Mark Cavendish     | Cadel Evans        | Óscar Freire       | Sebastian Lang     | Vincenzo Nibali | CSC–Saxo Bank           | Arnaud Gérard       |
| 13     | Mark Cavendish     | Cadel Evans        | Óscar Freire       | Sebastian Lang     | Vincenzo Nibali | CSC–Saxo Bank           | Niki Terpstra       |
| 14     | Óscar Freire       | Cadel Evans        | Óscar Freire       | Sebastian Lang     | Vincenzo Nibali | CSC–Saxo Bank           | José Iván Gutiérrez |
| 15     | Simon Gerrans      | Fränk Schleck      | Óscar Freire       | Bernhard Kohl      | Vincenzo Nibali | CSC–Saxo Bank           | Egoi Martínez       |
| 16     | Cyril Dessel       | Fränk Schleck      | Óscar Freire       | Bernhard Kohl      | Andy Schleck    | CSC–Saxo Bank           | Stefan Schumacher   |
| 17     | Carlos Sastre      | Carlos Sastre      | Óscar Freire       | Bernhard Kohl      | Andy Schleck    | CSC–Saxo Bank           | Peter Velits        |
| 18     | Marcus Burghardt   | Carlos Sastre      | Óscar Freire       | Bernhard Kohl      | Andy Schleck    | CSC–Saxo Bank           | Marcus Burghardt    |
| 19     | Sylvain Chavanel   | Carlos Sastre      | Óscar Freire       | Bernhard Kohl      | Andy Schleck    | CSC–Saxo Bank           | Sylvain Chavanel    |
| 20     | Fabian Cancellara  | Carlos Sastre      | Óscar Freire       | Bernhard Kohl      | Andy Schleck    | CSC–Saxo Bank           | brez                |
| 21     | Gert Steegmans     | Carlos Sastre      | Óscar Freire       | Bernhard Kohl      | Andy Schleck    | CSC–Saxo Bank           | Nicolas Vogondy     |
| Skupaj | Skupaj             | Carlos Sastre      | Óscar Freire       | Carlos Sastre      | Andy Schleck    | CSC–Saxo Bank           | Sylvain Chavanel    |

## Končna razvrstitev
| Legenda                                  | Legenda                                  | Legenda                               | Legenda                                    |
| ---------------------------------------- | ---------------------------------------- | ------------------------------------- | ------------------------------------------ |
| A yellow jersey.                         | Predstavlja vodilnega v skupnem seštevku | A white jersey with red polka dots.   | Predstavlja vodilnega v gorski razvrstitvi |
| A green jersey.                          | Predstavlja vodilnega po točkah          | A white jersey.                       | Predstavlja najboljšega mladega kolesarja  |
| A white jersey with a yellow number bib. | Predstavlja vodilnega najboljše ekipe    | A white jersey with a red number bib. | Predstavlja najbolj borbenega kolesarja    |

Za skupno zmago je bila odločilna 17. etapa, v kateri je Carlosu Sastreju uspel pobeg na zadnjem vzponu na Alpe d'Huez, v katerem si je nabral dobri dve minuti prednosti pred najbližjimi konkurenti, prevzel vodstvo v skupni razvrstitvi, ki ga ni izpustil vse do končnega cilja na Elizejskih poljanah v Parizu. Slovenski kolesar Tadej Valjavec, ki je vozil za francosko ekipo Ag2r-La Mondiale, si je z dobrimi predstavami v gorskih etapah in kronometru zagotovil skupno 10. mesto, kar je najboljša slovenska uvrstitev na velikih dirkah doslej.

### Rumena majica
| Poz. | Kolesar                     | Ekipa                   | Čas         |
| ---- | --------------------------- | ----------------------- | ----------- |
| 1    | Carlos Sastre (ESP)         | CSC–Saxo Bank           | 87h 52' 52" |
| 2    | Cadel Evans (AUS)           | Silence–Lotto           | + 58"       |
| DSQ  | Bernhard Kohl (AUT)         | Gerolsteiner            | + 1' 13"    |
| 3    | Denis Menčov (RUS)          | Rabobank                | + 2' 10"    |
| 4    | Christian Vande Velde (USA) | Garmin–Chipotle p/b H30 | + 3' 05"    |
| 5    | Fränk Schleck (LUX)         | CSC–Saxo Bank           | + 4' 28"    |
| 6    | Samuel Sánchez (ESP)        | Euskaltel-Euskadi       | + 6' 25"    |
| 7    | Kim Kirchen (LUX)           | Team Columbia           | + 6' 55"    |
| 8    | Alejandro Valverde (ESP)    | Caisse d'Epargne        | + 7' 12"    |
| 9    | Tadej Valjavec (SLO)        | Ag2r-La Mondiale        | + 9' 05"    |
| 10   | Vladimir Jefimkin (RUS)     | Ag2r-La Mondiale        | + 9' 55"    |

| Skupna razvrstitev kolesarjev (11–144) | Skupna razvrstitev kolesarjev (11–144) | Skupna razvrstitev kolesarjev (11–144) | Skupna razvrstitev kolesarjev (11–144) |
| Poz.                                   | Kolesar                                | Ekipa                                  | Čas                                    |
| -------------------------------------- | -------------------------------------- | -------------------------------------- | -------------------------------------- |
| 12                                     | Andy Schleck (LUX)                     | CSC–Saxo Bank                          | + 11' 32"                              |
| 13                                     | Roman Kreuziger (CZE)                  | Liquigas                               | + 12' 59"                              |
| 14                                     | Sandy Casar (FRA)                      | Française des Jeux                     | + 19' 23"                              |
| 15                                     | Amaël Moinard (FRA)                    | Cofidis                                | + 23' 31"                              |
| 16                                     | Mikel Astarloza (ESP)                  | Euskaltel-Euskadi                      | + 23' 40"                              |
| 17                                     | Kanstancin Sivcov (BLR)                | Team Columbia                          | + 24' 55"                              |
| 18                                     | Aleksander Bočarov (RUS)               | Crédit Agricole                        | + 27' 11"                              |
| 19                                     | Vincenzo Nibali (ITA)                  | Liquigas                               | + 28' 33"                              |
| 20                                     | Stéphane Goubert (FRA)                 | Ag2r-La Mondiale                       | + 31' 50"                              |
| 21                                     | Laurens ten Dam (NED)                  | Rabobank                               | + 32' 59"                              |
| 22                                     | Maxime Monfort (BEL)                   | Cofidis                                | + 35' 41"                              |
| 23                                     | Jaroslav Popovič (UKR)                 | Silence–Lotto                          | + 36' 24"                              |
| 24                                     | Stefan Schumacher (GER)                | Gerolsteiner                           | + 37' 20"                              |
| 25                                     | Sylwester Szmyd (POL)                  | Lampre                                 | + 44' 43"                              |
| 26                                     | Marzio Bruseghin (ITA)                 | Lampre                                 | + 45' 19"                              |
| 27                                     | Cyril Dessel (FRA)                     | Ag2r-La Mondiale                       | + 46' 31"                              |
| 28                                     | Christian Knees (GER)                  | Team Milram                            | + 47' 43"                              |
| 29                                     | David Arroyo (ESP)                     | Caisse d'Epargne                       | + 48' 23"                              |
| 30                                     | Mario Aerts (BEL)                      | Silence–Lotto                          | + 48' 58"                              |
| 31                                     | Pierrick Fédrigo (FRA)                 | Bouygues Télécom                       | + 50' 19"                              |
| 32                                     | Markus Fothen (GER)                    | Gerolsteiner                           | + 1h 01' 04"                           |
| 33                                     | Koos Moerenhout (NED)                  | Rabobank                               | + 1h 05' 38"                           |
| 34                                     | George Hincapie (USA)                  | Team Columbia                          | + 1h 08' 15"                           |
| 35                                     | Matteo Carrara (ITA)                   | Quick-Step                             | + 1h 09' 25"                           |
| 36                                     | Jens Voigt (GER)                       | CSC–Saxo Bank                          | + 1h 11' 55"                           |
| 37                                     | Jérôme Pineau (FRA)                    | Bouygues Télécom                       | + 1h 12' 58"                           |
| 38                                     | Eduardo Gonzalo (ESP)                  | Agritubel                              | + 1h 20' 06"                           |
| 39                                     | Christophe Le Mével (FRA)              | Crédit Agricole                        | + 1h 20' 24"                           |
| 40                                     | Thomas Lövkvist (SWE)                  | Team Columbia                          | + 1h 25' 27"                           |
| 41                                     | David Moncoutié (FRA)                  | Cofidis                                | + 1h 26' 22"                           |
| 42                                     | Erik Zabel (GER)                       | Team Milram                            | + 1h 26' 40"                           |
| 43                                     | Marco Velo (ITA)                       | Team Milram                            | + 1h 26' 42"                           |
| 44                                     | Haimar Zubeldia (ESP)                  | Euskaltel-Euskadi                      | + 1h 27' 00"                           |
| 45                                     | Volodimir Gustov (UKR)                 | CSC–Saxo Bank                          | + 1h 29' 59"                           |
| 46                                     | Ryder Hesjedal (CAN)                   | Garmin–Chipotle p/b H30                | + 1h 33' 22"                           |
| 47                                     | John-Lee Augustyn (SAF)                | Barloworld                             | + 1h 36' 21"                           |
| 48                                     | Paolo Tiralongo (ITA)                  | Lampre                                 | + 1h 36' 57"                           |
| 49                                     | Egoi Martínez (ESP)                    | Euskaltel-Euskadi                      | + 1h 37' 00"                           |
| 50                                     | David Lopez (ESP)                      | Caisse d'Epargne                       | + 1h 39' 37"                           |
| 51                                     | Amets Txurruka (ESP)                   | Euskaltel-Euskadi                      | + 1h 41' 59"                           |
| 52                                     | Leonardo Duque (COL)                   | Cofidis                                | + 1h 44' 24"                           |
| 53                                     | Johann Tschopp (SUI)                   | Bouygues Télécom                       | + 1h 47' 22"                           |
| 54                                     | Hubert Dupont (FRA)                    | Ag2r-La Mondiale                       | + 1h 47' 24"                           |
| 55                                     | José Iván Gutiérrez (ESP)              | Caisse d'Epargne                       | + 1h 48' 27"                           |
| 56                                     | Kurt Asle Arvesen (NOR)                | CSC–Saxo Bank                          | + 1h 49' 40"                           |
| 57                                     | Peter Velits (SVK)                     | Team Milram                            | + 1h 49' 49"                           |
| 58                                     | Rémy Di Gregorio (FRA)                 | Française des Jeux                     | + 1h 49' 54"                           |
| 59                                     | Bram Tankink (NED)                     | Rabobank                               | + 1h 50' 24"                           |
| 60                                     | Sylvain Chavanel (FRA)                 | Cofidis                                | + 1h 54' 25"                           |
| 61                                     | Luis Leon Sánchez (ESP)                | Caisse d'Epargne                       | + 1h 55' 39"                           |
| 62                                     | Pieter Weening (NED)                   | Rabobank                               | + 1h 55' 52"                           |
| 63                                     | Nicolas Vogondy (FRA)                  | Agritubel                              | + 1h 56' 04"                           |
| 64                                     | Fabian Cancellara (SUI)                | CSC–Saxo Bank                          | + 1h 57' 09"                           |
| 65                                     | Nicolas Portal (FRA)                   | Caisse d'Epargne                       | + 1h 58' 16"                           |
| 66                                     | Filippo Pozzato (ITA)                  | Liquigas                               | + 1h 59' 13"                           |
| 67                                     | David Millar (GBR)                     | Garmin–Chipotle p/b H30                | + 1h 59' 39"                           |
| 68                                     | Joost Posthuma (NED)                   | Rabobank                               | + 2h 05' 10"                           |
| 69                                     | Óscar Freire (ESP)                     | Rabobank                               | + 2h 05' 46"                           |
| 70                                     | Martin Elmiger (SUI)                   | Ag2r-La Mondiale                       | + 2h 06' 21"                           |
| 71                                     | José Luis Arrieta (ESP)                | Ag2r-La Mondiale                       | + 2h 07' 33"                           |
| 72                                     | Gorka Verdugo (ESP)                    | Euskaltel-Euskadi                      | + 2h 08' 23"                           |
| 73                                     | Yoann Le Boulanger (FRA)               | Française des Jeux                     | + 2h 08' 50"                           |
| 74                                     | Sebastian Lang (GER)                   | Gerolsteiner                           | + 2h 09' 23"                           |
| 75                                     | Murilo Antonio Fischer (BRA)           | Liquigas                               | + 2h 13' 03"                           |
| 76                                     | Trent Lowe (AUS)                       | Garmin–Chipotle p/b H30                | + 2h 13' 41"                           |
| 77                                     | Jurgen Van De Walle (BEL)              | Quick-Step                             | + 2h 13' 50"                           |
| 78                                     | Simon Gerrans (AUS)                    | Crédit Agricole                        | + 2h 14' 25"                           |
| 79                                     | Rémi Pauriol (FRA)                     | Crédit Agricole                        | + 2h 16' 33"                           |
| 80                                     | David Lelay (FRA)                      | Agritubel                              | + 2h 16' 43"                           |
| 81                                     | Benoît Vaugrenard (FRA)                | Française des Jeux                     | + 2h 19' 33"                           |
| 82                                     | Dario David Cioni (ITA)                | Silence–Lotto                          | + 2h 20' 49"                           |
| 83                                     | Chris Froome (GBR)                     | Barloworld                             | + 2h 22' 33"                           |
| 84                                     | Geoffroy Lequatre (FRA)                | Agritubel                              | + 2h 23' 04"                           |
| 85                                     | Laurent Lefèvre (FRA)                  | Bouygues Télécom                       | + 2h 23' 16"                           |
| 86                                     | Johan Vansummeren (BEL)                | Silence–Lotto                          | + 2h 27' 04"                           |
| 87                                     | Giampaolo Cheula (ITA)                 | Barloworld                             | + 2h 30' 12"                           |
| 88                                     | Carlos Barredo (ESP)                   | Quick-Step                             | + 2h 30' 36"                           |
| 89                                     | Stef Clement (NED)                     | Bouygues Télécom                       | + 2h 32' 19"                           |
| 90                                     | Rubén Pérez (ESP)                      | Euskaltel-Euskadi                      | + 2h 33' 55"                           |
| 91                                     | Marco Marzano (ITA)                    | Lampre                                 | + 2h 34' 08"                           |
| 92                                     | Ronny Scholz (GER)                     | Gerolsteiner                           | + 2h 34' 12"                           |
| 93                                     | Alessandro Ballan (ITA)                | Lampre                                 | + 2h 35' 08"                           |
| 94                                     | Danny Pate (USA)                       | Garmin–Chipotle p/b H30                | + 2h 36' 29"                           |
| 95                                     | Matteo Tosatto (ITA)                   | Quick-Step                             | + 2h 38' 07"                           |
| 96                                     | Thomas Voeckler (FRA)                  | Bouygues Télécom                       | + 2h 38' 13"                           |
| 97                                     | Sébastien Rosseler (BEL)               | Quick-Step                             | + 2h 39' 58"                           |
| 98                                     | Thor Hushovd (NOR)                     | Crédit Agricole                        | + 2h 45' 20"                           |
| 99                                     | Björn Schröder (GER)                   | Team Milram                            | + 2h 48' 33"                           |
| 100                                    | Xavier Florencio (ESP)                 | Bouygues Télécom                       | + 2h 53' 51"                           |
| 101                                    | William Bonnet (FRA)                   | Crédit Agricole                        | + 2h 55' 29"                           |
| 102                                    | Juan José Oroz (ESP)                   | Euskaltel-Euskadi                      | + 2h 56' 12"                           |
| 103                                    | Iñaki Isasi (ESP)                      | Euskaltel-Euskadi                      | + 2h 57' 44"                           |
| 104                                    | Martin Müller (GER)                    | Team Milram                            | + 2h 58' 31"                           |
| 105                                    | Gerald Ciolek (GER)                    | Team Columbia                          | + 2h 58' 34"                           |
| 106                                    | Robert Hunter (SAF)                    | Barloworld                             | + 3h 04' 02"                           |
| 107                                    | Adam Hansen (AUS)                      | Team Columbia                          | + 3h 04' 52"                           |
| 108                                    | Stuart O'Grady (AUS)                   | CSC–Saxo Bank                          | + 3h 07' 46"                           |
| 109                                    | Julian Dean (NZL)                      | Garmin–Chipotle p/b H30                | + 3h 07' 57"                           |
| 110                                    | Gert Steegmans (BEL)                   | Quick-Step                             | + 3h 08' 23"                           |
| 111                                    | Philippe Gilbert (BEL)                 | Française des Jeux                     | + 3h 09' 56"                           |
| 112                                    | Frederik Willems (BEL)                 | Liquigas                               | + 3h 13' 38"                           |
| 113                                    | Samuel Dumoulin (FRA)                  | Cofidis                                | + 3h 14' 37"                           |
| 114                                    | Arnaud Coyot (FRA)                     | Caisse d'Epargne                       | + 3h 15' 53"                           |
| 115                                    | Robert Förster (GER)                   | Gerolsteiner                           | + 3h 16' 11"                           |
| 116                                    | Matteo Bono (ITA)                      | Lampre                                 | + 3h 16' 36"                           |
| 117                                    | Nicki Sørensen (DEN)                   | CSC–Saxo Bank                          | + 3h 17' 01"                           |
| 118                                    | Florent Brard (FRA)                    | Cofidis                                | + 3h 17' 45"                           |
| 119                                    | Marcus Burghardt (GER)                 | Team Columbia                          | + 3h 20' 28"                           |
| 120                                    | Jérémy Roy (FRA)                       | Française des Jeux                     | + 3h 21' 32"                           |
| 121                                    | Robbie McEwen (AUS)                    | Silence–Lotto                          | + 3h 22' 36"                           |
| 122                                    | Ralf Grabsch (GER)                     | Team Milram                            | + 3h 23' 17"                           |
| 123                                    | Leif Hoste (BEL)                       | Silence–Lotto                          | + 3h 23' 53"                           |
| 124                                    | Steven de Jongh (NED)                  | Quick-Step                             | + 3h 24' 08"                           |
| 125                                    | Heinrich Haussler (GER)                | Gerolsteiner                           | + 3h 25' 34"                           |
| 126                                    | Daniele Righi (ITA)                    | Lampre                                 | + 3h 26' 16"                           |
| 127                                    | Aleksandr Kučinski (BLR)               | Liquigas                               | + 3h 26' 47"                           |
| 128                                    | Brett Lancaster (AUS)                  | Team Milram                            | + 3h 27' 29"                           |
| 129                                    | Manuel Quinziato (ITA)                 | Liquigas                               | + 3h 28' 03"                           |
| 130                                    | Sebastian Langeveld (NED)              | Rabobank                               | + 3h 28' 07"                           |
| 131                                    | Arnaud Gérard (FRA)                    | Française des Jeux                     | + 3h 30' 00"                           |
| 132                                    | William Frischkorn (USA)               | Garmin–Chipotle p/b H30                | + 3h 30' 47"                           |
| 133                                    | Martijn Maaskant (NED)                 | Garmin–Chipotle p/b H30                | + 3h 31' 30"                           |
| 134                                    | Freddy Bichot (FRA)                    | Agritubel                              | + 3h 32' 25"                           |
| 135                                    | Niki Terpstra (NED)                    | Team Milram                            | + 3h 33' 40"                           |
| 136                                    | Christophe Riblon (FRA)                | Ag2r-La Mondiale                       | + 3h 35' 24"                           |
| 137                                    | Jimmy Engoulvent (FRA)                 | Crédit Agricole                        | + 3h 35' 30"                           |
| 138                                    | Stéphane Augé (FRA)                    | Cofidis                                | + 3h 35' 52"                           |
| 139                                    | Massimiliano Mori (ITA)                | Lampre                                 | + 3h 37' 22"                           |
| 140                                    | José Vicente García (ESP)              | Caisse d'Epargne                       | + 3h 39' 48"                           |
| 141                                    | Matthieu Sprick (FRA)                  | Bouygues Télécom                       | + 3h 48' 18"                           |
| 142                                    | Sven Krauss (GER)                      | Gerolsteiner                           | + 3h 51' 55"                           |
| 143                                    | Bernhard Eisel (AUT)                   | Team Columbia                          | + 3h 54' 52"                           |
| 144                                    | Wim Vansevenant (BEL)                  | Silence–Lotto                          | + 3h 55' 45"                           |

### Zelena majica
| Poz. | Kolesar                  | Ekipa                   | Točke |
| ---- | ------------------------ | ----------------------- | ----- |
| 1    | Óscar Freire (ESP)       | Rabobank                | 270   |
| 2    | Thor Hushovd (NOR)       | Crédit Agricole         | 220   |
| 3    | Erik Zabel (GER)         | Team Milram             | 217   |
| 4    | Leonardo Duque (COL)     | Cofidis                 | 181   |
| 5    | Kim Kirchen (LUX)        | Team Columbia           | 155   |
| 6    | Alejandro Valverde (ESP) | Caisse d'Epargne        | 136   |
| 7    | Robert Hunter (RSA)      | Barloworld              | 131   |
| 8    | Robbie McEwen (AUS)      | Silence–Lotto           | 129   |
| 9    | Julian Dean (NZL)        | Garmin–Chipotle p/b H30 | 119   |
| 10   | Gerald Ciolek (GER)      | Team Columbia           | 116   |

### Pikčasta majica
| Poz. | Kolesar                  | Ekipa              | Točke |
| ---- | ------------------------ | ------------------ | ----- |
| DSQ  | Bernhard Kohl (AUT)      | Gerolsteiner       | 128   |
| 1    | Carlos Sastre (ESP)      | CSC–Saxo Bank      | 80    |
| 3    | Fränk Schleck (LUX)      | CSC–Saxo Bank      | 80    |
| 4    | Thomas Voeckler (FRA)    | Bouygues Télécom   | 65    |
| 5    | Sebastian Lang (GER)     | Gerolsteiner       | 62    |
| 6    | Stefan Schumacher (GER)  | Gerolsteiner       | 61    |
| 7    | John-Lee Augustyn (RSA)  | Barloworld         | 61    |
| 8    | Alejandro Valverde (ESP) | Caisse d'Epargne   | 58    |
| 9    | Rémy Di Gregorio (FRA)   | Française des Jeux | 52    |
| 10   | Egoi Martínez (ESP)      | Euskaltel-Euskadi  | 51    |

### Bela majica
| Poz. | Kolesar                 | Ekipa              | Čas          |
| ---- | ----------------------- | ------------------ | ------------ |
| 1    | Andy Schleck (LUX)      | CSC–Saxo Bank      | 88h 04' 24"  |
| 2    | Roman Kreuziger (CZE)   | Liquigas           | + 1' 27"     |
| 3    | Vincenzo Nibali (ITA)   | Liquigas           | + 17' 01"    |
| 4    | Maxime Monfort (BEL)    | Cofidis            | + 24' 09"    |
| 5    | Eduardo Gonzalo (ESP)   | Agritubel          | + 1h 08' 34" |
| 6    | Thomas Lövkvist (SWE)   | Team Columbia      | + 1h 13' 55" |
| 7    | John-Lee Augustyn (RSA) | Barloworld         | + 1h 24' 49" |
| 8    | Peter Velits (SVK)      | Team Milram        | + 1h 38' 17" |
| 9    | Rémy Di Gregorio (FRA)  | Française des Jeux | + 1h 38' 22" |
| 10   | Luis León Sánchez (ESP) | Caisse d'Epargne   | + 1h 44' 07" |

### Ekipna razvrstitev
| Poz. | Ekipa             | Čas          |
| ---- | ----------------- | ------------ |
| 1    | CSC–Saxo Bank     | 263h 29' 57" |
| 2    | Ag2r-La Mondiale  | + 15' 35"    |
| 3    | Rabobank          | + 1h 05' 26" |
| 4    | Euskaltel-Euskadi | + 1h 16' 26" |
| 5    | Silence–Lotto     | + 1h 17' 15" |
| 6    | Caisse d'Epargne  | + 1h 20' 28" |
| 7    | Team Columbia     | + 1h 23' 00" |
| 8    | Lampre            | + 1h 26' 24" |
| 9    | Gerolsteiner      | + 1h 27' 40" |
| 10   | Crédit Agricole   | + 1h 37' 16" |

## Odstopi
S Toura se je umaknilo, bilo diskvalificiranih ali poškodovanih 35 kolesarjev.
| Tip | Etapa | Tekmovalec            | Ekipa               | Razlog                                                                  |
| --- | ----- | --------------------- | ------------------- | ----------------------------------------------------------------------- |
| DNF | 1     | Hervé Duclos-Lassalle | Cofidis             | padec ob postanku, zlomljeno levo zapestje                              |
| DNF | 3     | Ángel Gómez           | Saunier Duval-Scott | poškodba ob padcu                                                       |
| DNF | 5     | Mauricio Soler        | Barloworld          | poškodba zapestja                                                       |
| DNS | 6     | Aurélien Passeron     | Saunier Duval-Scott | poškodbe ob trku z gledalcem                                            |
| DNF | 7     | Mauro Facci           | Quick Step          | bolezen                                                                 |
| DNF | 7     | Lilian Jégou          | Française des Jeux  | trk v drevo, zlomljeno zapestje                                         |
| DNF | 7     | John Gadret           | Ag2r-La Mondiale    | poškodba                                                                |
| DNF | 7     | Christophe Moreau     | Agritubel           | bolečine v hrbtu                                                        |
| DSQ | 7     | Magnus Bäckstedt      | Garmin-Chipotle     | končal zunaj časovne omejitve                                           |
| DNS | 8     | Manuel Beltrán        | Liquigas            | dopinški prestopek (EPO)                                                |
| DNF | 10    | Jurij Trofimov        | Bouygues Télécom    | prehlad in utrujenost                                                   |
| DNS | 11    | Moisés Dueñas         | Barloworld          | dopinški prestopek (EPO)                                                |
| DNF | 11    | Paolo Longo Borghini  | Barloworld          | zlom ključnice                                                          |
| DNF | 11    | Félix Cárdenas        | Barloworld          | poškodba kite                                                           |
| DNS | 12    | Riccardo Riccò        | Saunier Duval-Scott | dopinški prestopek (MIRCERA)                                            |
| DNS | 12    | Rubens Bertogliati    | Saunier Duval-Scott | umik ekipe po dopinškem prestopku (MIRCERA) vodje ekipe Riccarda Ricca. |
| DNS | 12    | Juan José Cobo        | Saunier Duval-Scott | umik ekipe po dopinškem prestopku (MIRCERA) vodje ekipe Riccarda Ricca. |
| DNS | 12    | David de la Fuente    | Saunier Duval-Scott | umik ekipe po dopinškem prestopku (MIRCERA) vodje ekipe Riccarda Ricca. |
| DNS | 12    | Jesús del Nero        | Saunier Duval-Scott | umik ekipe po dopinškem prestopku (MIRCERA) vodje ekipe Riccarda Ricca. |
| DNS | 12    | Josep Jufré           | Saunier Duval-Scott | umik ekipe po dopinškem prestopku (MIRCERA) vodje ekipe Riccarda Ricca. |
| DNS | 12    | Leonardo Piepoli      | Saunier Duval-Scott | umik ekipe po dopinškem prestopku (MIRCERA) vodje ekipe Riccarda Ricca. |
| DNF | 12    | Baden Cooke           | Barloworld          | poškodba ob padcu                                                       |
| DNF | 14    | Nicolas Jalabert      | Agritubel           | poškodba ob padcu                                                       |
| DNS | 15    | Mark Cavendish        | Team Columbia       | utrujenost                                                              |
| DNF | 15    | Mark Renshaw          | Crédit Agricole     | utrujenost                                                              |
| DNF | 15    | Stijn Devolder        | Quick Step          | bolezen                                                                 |
| DNF | 15    | Óscar Pereiro         | Caisse d'Epargne    | zlom rame ob padcu                                                      |
| DNF | 16    | Sébastien Chavanel    | Française des Jeux  | utrujenost                                                              |
| DSQ | 16    | Francesco Chicchi     | Liquigas            | končal zunaj časovne omejitve                                           |
| DSQ | 17    | Jimmy Casper          | Agritubel           | končal zunaj časovne omejitve                                           |
| DNS | 19    | Damiano Cunego        | Lampre              | poškodba                                                                |
| DNF | 19    | Christophe Brandt     | Silence-Lotto       | poškodba in bolezen                                                     |
| DSQ | 19    | Fabian Wegmann        | Gerolsteiner        | končal zunaj časovne omejitve                                           |
| DSQ | 19    | Romain Feillu         | Agritubel           | končal zunaj časovne omejitve                                           |
| DSQ | 19    | Juan Antonio Flecha   | Rabobank            | končal zunaj časovne omejitve                                           |

Ekipe CSC-ja, Euskaltel-Euskadija in Milrama so končale Tour z vsemi devetimi kolesarji.